# Simulium ochoai
Simulium ochoai är en tvåvingeart som beskrevs av Vargas, Palacios och Najera 1946. Simulium ochoai ingår i släktet Simulium och familjen knott. Inga underarter finns listade i Catalogue of Life.